# Aguntum

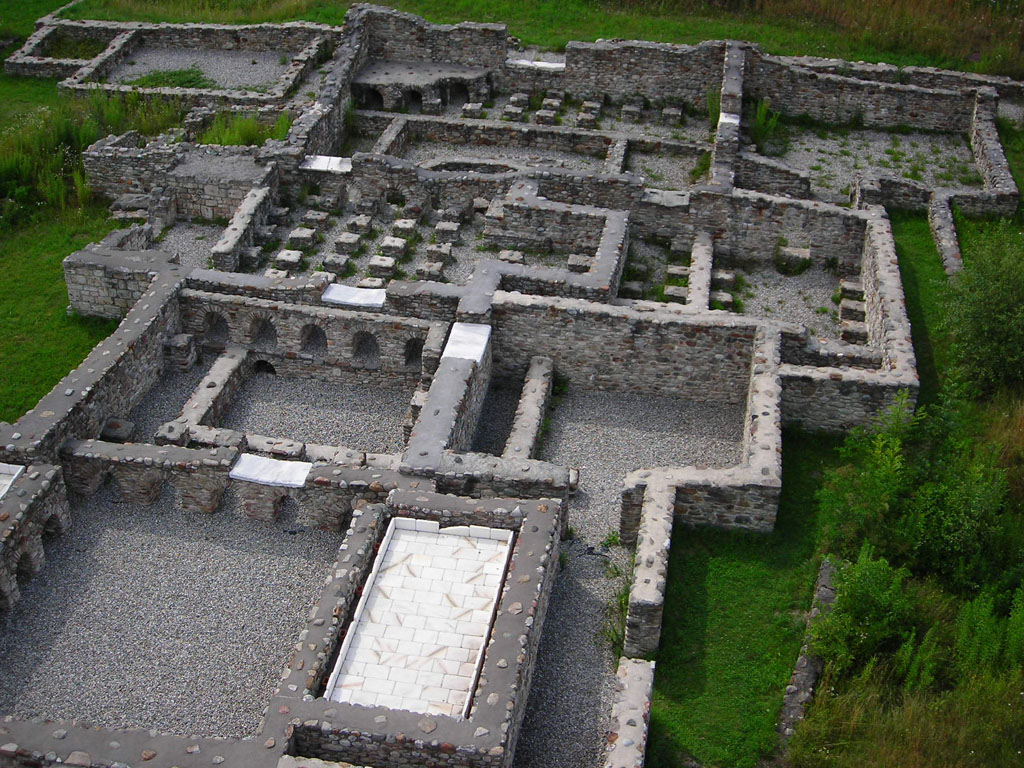
Pozostałości miasta Aguntum

Aguntum – stolica historycznej diecezji w Cesarstwie rzymskim (łac. dioecesis Aguntiensis) w prowincji Noricum, sufragania patriarchatu w Akwilei istniejąca w V i VI wieku.
Współcześnie Aguntum jest stanowiskiem archeologicznym w austriackim Tyrolu, niedaleko miasta Lienz. Obecnie katolickie biskupstwo tytularne. W latach 2005–2017 biskupem Aguntum był biskup pomocniczy ełcki Romuald Kamiński, od 2017 biskup warszawsko-praski.

## Biskupi tytularni
| Lp. | Biskup                         | Funkcja                                     | Od                   | Do               |
| --- | ------------------------------ | ------------------------------------------- | -------------------- | ---------------- |
| 1   | Joseph Gossman                 | biskup pomocniczy Baltimore (USA)           | 15 lipca 1968        | 8 kwietnia 1975  |
| 2   | Josef Plöger                   | biskup pomocniczy Kolonii (Niemcy)          | 9 maja 1975          | 22 kwietnia 2005 |
| 3   | Romuald Kamiński               | biskup pomocniczy ełcki                     | 8 czerwca 2005       | 14 września 2017 |
| 4   | Paulo Celso Dias do Nascimento | biskup pomocniczy Rio de Janeiro (Brazylia) | 27 października 2017 | 19 kwietnia 2023 |
|     | Fabián Belay                   | biskup pomocniczy Rosario (Argentyna)       | 31 maja 2023         | 4 lipca 2023     |